# 乙丙橡胶

乙丙橡胶的骨架结构

乙丙橡胶（英語：Ethylene propylene rubber，缩写EPR或EPM）有机化合物制品，是橡胶制品工业中一项极为重要的原材料，有多种良好的理化特性。乙丙橡胶又可分为二元乙丙橡胶、三元乙丙橡胶、改性乙丙橡胶和热塑性乙丙橡胶，其中三元乙丙橡胶（EPDM）已在汽车密封条行业中得到广泛的应用。